# Villa de Nero

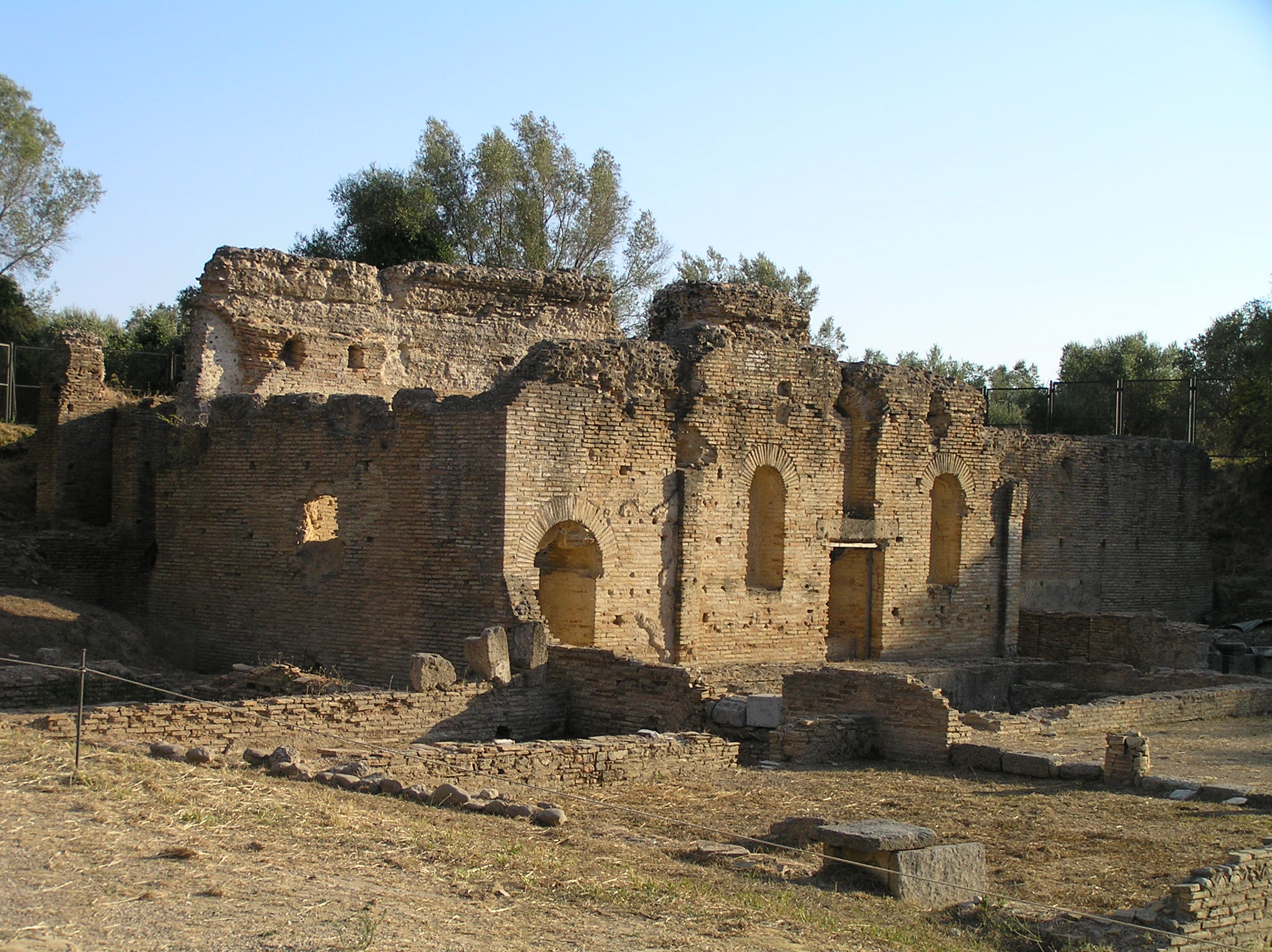
Olympia

Villa de Nero é uma antiga vila romana construída pelo imperador Nero no século I d.C. Situa-se a sudeste do antigo sítio de Olímpia, Grécia. Escavações arqueológicas revelaram a presença de uma tubulação de água com a inscrição "ner. aug.", uma abreviação do nome Nero Augusto.